# Affenfelsen (Braunschweig)
Das Studierendenwohnheim Rebenring 61–64 in Braunschweig wird wegen seiner auffälligen Bauweise landläufig Affenfelsen genannt. Der aus vier ineinander übergehenden Gebäuden bestehende Baukörper wurde zwischen 1972 und 1974 im Stil des Brutalismus geplant, im März 1976 eröffnet und von 2014 bis 2017 kernsaniert.

## Geschichte
Der Affenfelsen ist ein Hochhaus mit maximal 14 Stockwerken und 672 Wohneinheiten, bestehend aus 1- bis 3-Zimmer- und einigen WG-Wohnungen.
Ursprünglich war lediglich geplant, ein Parkhaus (ca. 500 Stellplätze) für das Studentenwerk (heute Studierendenwerk OstNiedersachsen) zu errichten. Den dafür ausgeschriebenen Architektenwettbewerb gewann die Architektengemeinschaft Giesler + Giesler + Partner. Nachdem sie auf den Mangel an Wohnraum für Studierende der Technischen Universität Braunschweig hingewiesen hatte, erhielt sie darüber hinaus den Auftrag, ein Wohnheim über dem Parkhaus zu planen. Die Planung begann im Sommer 1972, Baubeginn war im August 1974, die Grundsteinlegung fand im April 1975 statt, das Richtfest war im Oktober 1975, gefolgt vom ersten Einzugstermin im März 1976. Endgültig fertig gestellt war der Affenfelsen im September 1976. Vom Erstbezug bis zur Kernsanierung, beginnend 2014, haben ca. 20.000 Personen in dem Gebäudekomplex gewohnt.

## Beschreibung
Die „aufgefaltete“ Fassade ist, wie im Brutalismus häufig zu finden, in Sichtbeton ausgeführt. Die „Faltung“ dient der Lärmreduzierung. Gleichzeitig wurden dazu die Wohngebäude auf dem Parkdeck etwas zurückgesetzt und spezielle Lärmschutzverglasung verbaut. Die Hauptfront (Nordseite) des zusammenhängenden Gebäudekomplexes geht auf eine der innerstädtischen Hauptverkehrsadern, den an dieser Stelle bis zu zehn-spurigen Rebenring. Die Westseite wird durch den Kreuzungsbereich Wendenring-Rebenring-Hamburger Straße-Lampestraße gebildet, die Ostseite durch die Kreuzung Rebenring-Mühlenpfordtstraße.
Die unteren drei Etagen des Baukörpers gehören zum Parkhaus, darüber befinden sich die Wohnungen. Die maximale Stockwerkanzahl wird in der Nordwestecke mit 14 Etagen erreicht, nach Osten und Süden fallen die Gebäude geschossweise treppenförmig mit acht, zehn und zwölf Etagen ab.
Für die 662 Wohneinheiten (mit insgesamt 845 Betten) stehen 23 unterschiedliche Grundrisse zur Auswahl. Im Baukomplex gibt es auch mehrere unterschiedlich große Gemeinschaftsräume. Zum Zeitpunkt der Fertigstellung 1976 wurde besonders die in Modulbauweise hergestellten und zum Einbau angelieferten Bäder aus Acrylglas hervorgehoben, bei denen Duschkabine, Waschbecken, Toilette, Spiegel und Aschenbecher eine Einheit bildeten.
Zwischen 2014 und 2017 wurde der gesamte Gebäudekomplex für 37 Mio. € modernisiert und kernsaniert. Die Gesamtnutzfläche beträgt 17.761 m². Ein Apartment mit Originalausstattung von 1976 wurde dabei nachgebaut und kann besichtigt werden. Es trägt die Bezeichnung „Apartment Typ 3“ und misst 3,40 × 4,57 m.

## Lage

Detail der Südwestseite, April 2021

Der Wohnkomplex befindet sich in unmittelbarer Nähe zur Technischen Universität (TU) im nördlichen Innenstadtbereich. Die Gebäude liegen im Schnittpunkt mehrerer, mehrspuriger Hauptverkehrsstraßen (Braunschweiger Ring), so der Einmündung in die Hamburger Straße, des Rebenrings, der Lampestraße, der Wendenmaschstraße und der Mühlenpfordtstraße.

## Rezeption
Von Beginn an stand das „städtebaulich und gestalterisch sehr umstritten[e]“ Brutalismus-Bauwerk als Bausünde in der Kritik, die bis in die Gegenwart nicht abgerissen ist. Eine Ausstellung des Braunschweigischen Landesmuseums 2018 mit dem Thema Brutal modern. Bauen und Leben in den 60ern und 70ern zeigte zahlreiche Beispiele des Brutalismus – darunter auch den Affenfelsen – nicht nur in der Stadt Braunschweig, sondern auch in der Region Braunschweig, zum Beispiel in Wolfsburg oder Salzgitter.

## Andere „Affenfelsen“
Auch in anderen Orten gibt es Gebäude, die als „Affenfelsen“ bezeichnet werden, siehe hier: Affenfelsen.